# كاناتشوت (أرارات)
مدينة كاناتشوت (بالأرمينية:Կանաչուտի) (بالإنجليزية: Kanachut)‏ هي إحدى المدن التابعة لمقاطعة أرارات في أرمينيا. يقدر عدد سكانها بـ 1238 نسمة حسب الإحصاء الذي جرى عام 2011.